# 1531 Hartmut
1531 Hartmut (1938 SH) là một tiểu hành tinh vành đai chính được phát hiện ngày 17 tháng 9 năm 1938 bởi Alfred Bohrmann ở Heidelberg.